# Caenorycta
Caenorycta is een geslacht van vlinders van de familie sikkelmotten (Oecophoridae), uit de onderfamilie Xyloryctinae.

## Soorten
- C. acrostega Diakonoff, 1966
- C. anholochrysa Diakonoff, 1966
- C. dryoxantha Meyrick, 1922
- C. platyleucota Meyrick, 1938
- C. plutotera Diakonoff, 1966
- C. thiobapta Meyrick, 1930